# Castianeira dubia (Pickard-Cambridge)
Castianeira dubia is een spinnensoort uit de familie van de loopspinnen (Corinnidae).
De wetenschappelijke naam van de soort werd in 1898 als Corinnomma dubium gepubliceerd door Octavius Pickard-Cambridge. Hij gaf daarbij de beschrijving van een volwassen vrouwtje, afkomstig uit Mexico. Inmiddels is ook het mannetje van de soort bekend. Het verspreidingsgebied is Mexico tot Panama. De soort werd in 1969 door Jonathan Reiskind in het geslacht Castianeira geplaatst. In 1922 had Cândido Firmino de Mello-Leitão de naam Castianeira dubia gepubliceerd voor een soort waarvan alleen het vrouwtje hem bekend was, en uit Brazilië afkomstig was. Het type-exemplaar is bij een brand in 2018 verloren gegaan; het mannetje is onbekend. Wanneer beide soorten in het geslacht Castianeira worden geplaatst, zoals gedaan door Reiskind, dan heeft de naam van Pickard-Cambridge prioriteit over die van Mello-Leitão, en moet voor die laatste soort een nomen novum worden gepubliceerd.